# Miron Białoszewski

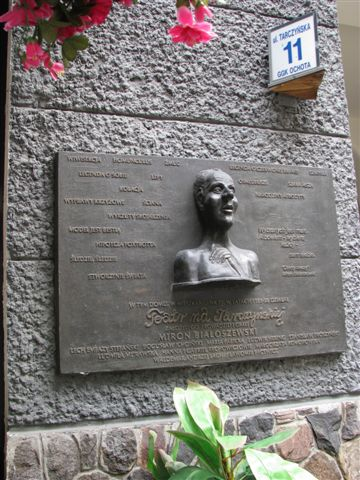
Placă memorială în Varșovia

Miron Białoszewski (n. 30 iunie 1922, Varșovia — d. 17 iunie 1983, Varșovia) a fost un poet, prozator și dramaturg polonez. A studiat la Universitatea din Varșovia, însă n-a absolvit facultatea de limbă polonă. În 1944 a fost deportat în Germania. Revenind în țară a activat în presă.

## Poezie
- Obroty rzeczy (1956)
- Rachunek zachciankowy (1959)
- Mylne wzruszenia (1961)
- Było i było (1965)
- Wiersze (1976)
- Poezje wybrane (1976)
- Miron Białoszewski [în seria: Poeci Polscy] (1977)
- Odczepić się (1978)
- Wiersze wybrane i dobrane (1980)
- Trzydzieści lat wierszy (1982)
- Oho (1985)

## Poezie, proză, dramaturgie
- Teatr Osobny (1973)
- Rozkurz (1980)
- Stara proza. Nowe wiersze (1984)
- Obmapywanie Europy. Aaameryka. Ostatnie wiersze (1988)

## Proză
- Pamiętnik z powstania warszawskiego (1970)
- Donosy rzeczywistości (1973)
- Szumy, zlepy, ciągi (1976)
- Zawał (1977)
- Przepowiadanie sobie (1981)
- Konstancin (1991)